# Klaus Pringsheim fils
Pour les articles homonymes, voir Pringsheim.
Klaus Hubert Pringsheim fils (né le 23 mai 1923 à Berlin, mort le 6 février 2001 à Ancaster, Ontario, Canada) est un historien allemand de l'Asie de l'Est aux États-Unis et au Canada.

## Biographie
Klaus Pringsheim est officiellement le fils du chef d'orchestre et compositeur Klaus Pringsheim, le frère jumeau de Katia Mann, et son épouse Klara Koszler dite Lala. Mais il affirme dans son autobiographie que le chanteur d'opéra Hans Winckelmann serait son père, étant donné que Klaus Pringsheim aurait été en fait homosexuel : il vivait depuis plusieurs années séparé de sa femme Lala avant son émigration vers le Japon, c'était un secret de Polichinelle dans la famille qu'il a appris à l'âge adulte.
Lorsque son père décide d'émigrer au Japon en 1939, il l'emmène avec lui. Klaus Hubert est accusé d'espionnage et envoyé six mois en prison. Il apprend le japonais puis devient en 1945 traducteur.
En 1946, il vient en Californie et habite chez son tante Katia et son oncle Thomas Mann. Il décrit cette période dans le docufiction de Heinrich Breloer, Thomas Mann et les siens. Après des petits boulots comme chauffeur de taxi et vendeur d'aspirateurs, il est professeur de japonais pour l'armée et étudie l'histoire du Japon et de la Chine ainsi que la politique dans les universités de Los Angeles et New York puis de Hong Kong où il écrit sa thèse. Il y épouse une femme chinoise, Hsiu Ping, et revient avec elle aux États-Unis.
Il obtient un poste d'enseignant à l'université du Kansas avant d'être nommé à l'université de Californie à Berkeley comme maître de conférences en politique japonaise et chinoise. De 1966 à 1988, il est professeur à l'université McMaster à Hamilton (Ontario).
En plus de ses cours et ses recherches sur le Japon, il écrit plusieurs livres et essais. Après son titre de professeur émérite en 1988, il devient président du Bureau de développement économique canado-japonais.